# 사카노시타촌
사카노시타촌(坂下村)은 미에현의 중부, 스즈카군에 속했던 촌이다. 현재의 가메야마시 세키정의 북부, 국도 1호선 연선에 해당한다.

## 역사
- 1889년 4월 1일 - 정촌제 시행에 의해 스즈카군 사카노시타촌이 성립하였다.
- 1955년 4월 17일 - 세키정, 가부토촌과 합병해, 새로운 세키정이 성립하여, 동일 사카노시타촌은 폐지되었다.

## 교통

### 도로
- 국도 제1호선

## 참고문헌
- 角川日本地名大辞典 24 三重県